# Ручейки (Калінінградська область)
Ручейки (рос. Ручейки) — селище Озерського міського округу, Калінінградської області Росії. Входить до складу Гавриловського сільського поселення.
Населення — 26 осіб (2015 рік).

## Населення
| 2002 | 2010 |
| ---- | ---- |
| 23   | ↗26  |